# 德怀特·约克
德怀特·埃弗斯利·约克（英語：Dwight Eversley Yorke，1971年11月3日—）是一名前千里達及托巴哥足球運動員，曾效力阿士東維拉、曼联、布力般流浪及新特蘭等英超球會。約基是一名前鋒球員，亦可擔任進攻中場或防守中場，曾是千里達及托巴哥國家足球隊隊長，是球隊的中場大腦。2009年9月，約基宣佈結束其廿年職業球員生涯。
約基目前為千里達及托巴哥國家隊的助理教練。

## 球會生涯
阿士東維拉
約基於1990年首次代表阿士東維拉上陣，他初出道時是一名速度與射術兼備的右翼鋒，直至1995年，他開始成為球隊的主力前鋒球員，專責為球隊取得入球，他效力該支球隊共9年之久，共上陣231場，射入97球，作為一名射手，這是個不俗的入球數字。
曼联
1998年年中，曼聯領隊費格遜以當時的天價一千二百六十萬鎊的價錢把約基帶到奧脫福球場，當時不少人質疑這宗轉會是否物有所值，但約基只用了一年時間便證明了自己的價值。他與安迪·高爾組成的外號「黑雙煞」的前鋒組合，這條鋒利無比的前鋒線，配以傑斯和碧咸一左一右的側擊，震驚了整個歐洲球壇。約基與高爾兩人於球場上盡顯默契，不時互相接應，這對組合當時攻破了歐洲列強的防線；在球場之外，他們兩人也份屬好友，「黑雙煞」至今仍然令球迷津津樂道。這年曼聯歷史性地成為「三冠王」，而這對箭頭是其中的重要功臣，他們於一季內合共射入超過50球，約基更是球隊的首席射手。
往後時間，隨著約基不檢點的私生活以及時好時壞的表現，加上荷蘭射手雲尼斯特羅的加盟，約基漸漸失去了正選位置。雖然約基仍偶爾有令人眼前一亮的佳作，如在大勝阿仙奴6比1的聯賽賽事中連中三元，但他於隊中的重要性已大不如前。不久，他被賣至布力般流浪。
布力般流浪
於布力般流浪，約基的實際比賽時間並不多，唯一令人印象較為深刻的是他於安迪·高爾於這支球隊中重遇，不過「黑雙煞」的威力已經大不如前。2年後，他免費轉會到伯明翰城。
伯明翰城
約基首度為伯明翰城披甲上陣便取得入球，可惜往後時間經常只能待在後備席。
悉尼FC
其後這名年事漸高的射手轉戰澳洲足球聯賽，效力悉尼FC。在澳洲，約基得到更多的上陣機會，而且深受當地球迷歡迎，他成為了球隊的中場核心，以隊長身份帶領球隊贏得聯賽冠軍。
新特蘭
2006年夏天，約基正式加盟由前曼聯隊友執教的英格蘭足球冠軍聯賽球隊新特蘭。他在聯賽對莱斯特城首次代表新特蘭上陣，上半場入替時受到主場球迷站立歡迎。他在聯賽對取得首個入球。他在新特蘭亦多以防守中場上陣。約基很快融入新特蘭社會，在06年為新特蘭市開聖誕燈飾。
07/08年球季，他再次穿起19號球衣，及再跟安迪·高爾同隊。隨著新特蘭隊長於球季早段重傷缺陣大部分賽事，約基成為了球隊的副隊長帶領球隊征戰。雖然在季後表示有意回到澳洲足球聯賽，但最終於7月1日續約一年。
直到08/09球季季尾，約基被會方棄用。

## 國家隊
約基是千里達國家隊的隊長，他現時於隊中多擔任防守中場，他亦是該國史上最具名氣及最成功的足球運動員。他帶領球隊歷史性地殺入了2006年世界盃決賽周，他於分組賽的表現令不少人讚賞，其中在對英格蘭的賽事當中，約基更多次成功於中場攔截對方傳送。雖然球隊最終於首圈出局，但這名前曼聯神射手的表現仍令球迷留下深刻印象。
2007年3月8日宣佈退出國際賽行列。

## 榮譽

### 球隊榮譽

#### 阿斯顿维拉
- 1994年,1996年:英格蘭聯賽盃：冠軍

#### 曼联
- 1999年,2000年,2001年:英格蘭超級聯賽：冠軍
- 1999年:：冠军
- 1999年:英格蘭足總盃：冠軍
- 1999年:：亞軍

#### 悉尼FC
- 2005-06:澳洲甲組足球聯賽：冠軍

#### 新特蘭
- 2006-07:英格蘭足球冠軍聯賽：冠軍

## 球場外生活
約基經常被批評其私生活不檢點，直接影響了他於球場上的表現。他曾於效力阿士東維拉其間與隊友舉行性派對，被傳媒大肆炮轟。另外，他與英國名模佐敦（Jordan, Katie Price）的戀情更一度是英國報章雜誌爭相追訪的目標。